# François Doubin
François Doubin (ur. 23 kwietnia 1933 w Paryżu, zm. 18 czerwca 2019 w Saint-Ouen-de-Sécherouvre) – francuski polityk, urzędnik państwowy i menedżer, w latach 1985–1988 przewodniczący Lewicowej Partii Radykalnej, w latach 1988–1992 minister delegowany.

## Życiorys
Kształcił się w zakresie literatury w Instytucie Nauk Politycznych w Paryżu. Absolwent École nationale d’administration z 1963. Od 1957 do 1959 pracował w gabinecie ministra Félixa Houphouët-Boigny’ego, od 1963 do 1965 był urzędnikiem cywilnym w ministerstwie ekonomii i przemysłu. W latach 1965–1985 pracował w koncernach motoryzacyjnych: początkowo w Saviem, a od 1968 w Renault, gdzie kolejno zajmował stanowiska dyrektora działów dużego eksportu, rozwoju, silników, projektów specjalnych, komunikacji, a ostatecznie dyrektora generalnego.
Zaangażował się w działalność polityczną w ramach Lewicowej Partii Radykalnej: od 1978 do 1985 był jej sekretarzem krajowym, następnie do 1988 przewodniczącym. W 1984 został radnym Soligny-la-Trappe, a także kandydował do Parlamentu Europejskiego (w ramach wspólnej listy z ekologami Brice’a Lalonde’a oraz UCR). W latach 1988–1992 zasiadał w rządach Michela Rocarda i Edith Cresson jako minister delegowany (wiceminister) ds. handlu, rzemiosła i konsumpcji przy ministrze przemysłu i planowania przestrzennego. Był odpowiedzialny za wprowadzenie prawa reformującego kontrakty franczyzy. Od 1989 do 2001 pozostawał merem Argentan, a od 1998 do 2004 zasiadał w radzie Dolnej Normandii. W latach 1992–1996 był dyrektorem generalnym rządowej agencji promocji handlu zagranicznego CFCE, działał także jako doradca ministra handlu zagranicznego i wiceprezes zrzeszenia rzemieślników i rękodzielników.
Oficer Legii Honorowej (2001).